# 都里乡 (凤凰县)
都里乡，是中华人民共和国湖南省湘西土家族苗族自治州凤凰县下辖的一个乡镇级行政单位。

## 行政区划
都里乡下辖以下地区：
老田冲村、拉毫村、满江村、古双云村、椿木坪村、塘头村、都里村和上报村。

## 中国传统村落
2012年，拉毫村被评为首批“中国传统村落”。